# Bogdan Kotnik
Bogdan Kotnik, slovenski odbojkarski reprezentant ter trener * 1. junij 1978, Slovenj Gradec.
Osnovno šolo je obiskoval na Prevaljah. Leta 1996 je končal Srednjo strojno tehniško šolo na Ravnah na Koroškem in 2002 diplomiral na ljubljanski fakulteti za šport. Magisterij na isti fakulteti na temo Športna identiteta odbojkarjev je opravil leta 2008, naslednje leto pa je prav tam uspešno zagovarjal doktorsko disertacijo Dejavniki uspeha slovenskih vrhunskih športnikov na velikem tekmovanju.
Kotnik je bil tudi sam vrhunski športnik, odbojkar. Za ta šport se je navdušil že kot osnovnošolec. Leta 1990 je pričel nastopati v članski ekipi Fužinarja iz Raven. Med študijem v Ljubljani je igral pri Olimpiji in postal eden najboljših članskih reprezentantov. Iz Olimpije je prestopil nazaj k Fužinarju iz Raven, nato v kamniški Calcit (2003-2005) in nato igral še za Odbojkarski klub Marchiol (2005-2006) iz Prvačine. Od leta 1998 je bil član državne članske odbojkarske reprezentance Slovenije, s katero se je uvrstil v A evropsko ligo in na evropsko člansko prvenstvo v Ostravi (2001). Reprezentančno kariero je zaključil po dveh operacijah ramena leta 2005. Po končani športni karieri se je posvetil trenerskemu in pedagoškemu delu. Kot trener je najprej vodil starejše dečke Fužinarja iz Raven in bil z njimi državni prvak. Nato se je preselil v Novo Mesto, kjer je vodil TPV in bil z žensko ekipo v dveh finalih državnega prvenstva in pokalnega tekmovanja. Kasneje je vodil tudi enega najbolj uspešnih slovenskih klubov Calcit volleyball. V sezoni 2012/2013 je prevzel vodenje Avstrijskega kluba Aich Dob. Prvič v zgodovini kluba so pod njegovim vodstvom osvojili naslov Avstrijskega državnega prvaka in se s tem uvrstili v elitno Evropsko ligo prvakov. Ekipa je pod njegovim vodstvom osvojila tudi 2. mesto v Srednjeevropski ligi MEVZA ter četrtfinale tekmovanja CEV.  V letu 2014/2015 je vodil ekipo ACH VOLLEY, ter z njimi postal državni prvak Slovenije. Leta 2017-2018 je deloval na Poljskem. Skupaj z Andreo Anastasijem sta ekipo Trefl Gdańsk popeljala do Poljskega pokalnega naslova ter tretjega mesta v elitni PlusLigi. Deloval je tudi v Švici ter bil zelo uspešen v Romuniji, kjer je vodil Steauo ter Dinamo iz Bukarešte. Objavil je več strokovnih del. Trenutno njegova bibliografija obsega 8 zapisov.

## Izbrana bibliografija
- Pogoji treninga, izobraževanja in socialni status slovenskih odbojkarjev in odbojkaric (2002)
- Športna identiteta odbojkarjev (2005)
- Dejavniki uspeha slovenskih vrhunskih športnikov na velikem tekmovanju : doktorska disertacija(COBISS)
- Primerjava športne identitete slovenskih in bosanskih odbojkarjev (COBISS)